# Glen Keith
Glen Keith je skotská palírna společnosti Pernod-Ricard nacházející se ve městě Keith v hrabství Banffshire, jež vyrábí skotskou sladovou whisky.

## Historie
Palírna byla založena v roce 1958 a produkuje čistou sladovou whisky. Tato palírna do roku 1957 bývala obilným mlýnem, který na palírnu přestavěla společnost Seagram. Je druhou skotskou palírnou postavenou ve 20. století po palírně Inverleven. Produkuje whisky značky Glen Keith, což je 12letá whisky s obsahem alkoholu 43 %. Část produkce se používá do míchaných whisek. Tato whisky je velmi kolísavé úrovně s příjemnou travnatou příchutí.